# Weronika Dowlasz
Weronika Dowlasz z d. Ciechanowicz (ur. 20 maja 1925 w Wilnie, zm. 25 sierpnia 2002 w Szczecinie) – polska nauczycielka, posiadająca niepełne wykształcenie wyższe, współzałożycielka, wraz z mężem Grzegorzem, pierwszego w Polsce rodzinnego domu dziecka – Domu Dowlaszów. 

## Życiorys

### Lata 1925–1945
Urodziła się 20 maja 1925 roku w Wilnie. Była córką Marii i Ludwika Ciechanowiczów, mieszkających w małym domku w Nowej Wilejce; miała troje rodzeństwa. W czasie wojny ojciec zarabiał jako szewc w wojsku. Wspominał, że Weronikę już w pierwszej klasie nauczyciel nazwał „drapieżną kobietą” (biegała do tablicy przez ławki). W dniu wybuchu wojny była kilkunastoletnią dziewczyną – zapamiętane obrazy zbombardowanego miasta zdominowały inne wileńskie wspomnienia, w związku z czym w późniejszym etapie życia nie marzyła o powrocie do rodzinnego miasta. W czasie okupacji (zob. Wileńszczyzna w latach 1939–1944) była zaangażowana w działalność konspiracyjną. W tych okolicznościach poznała swojego przyszłego męża, Grzegorza. 

### Lata 1946–1958

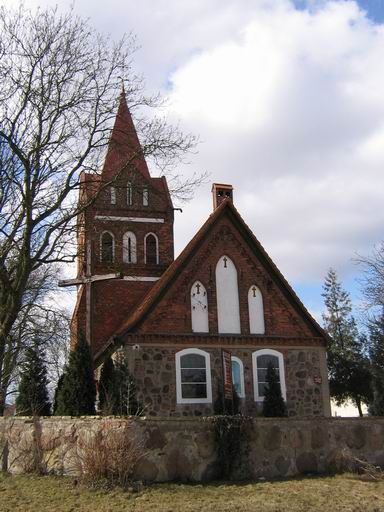
Kościół w Bezrzeczu w roku 2006

Weronika i Grzegorz Dowlaszowie zawarli związek małżeński po zakończeniu II wojny światowej, w roku 1946. Zamieszkali w podszczecińskiej miejscowości Bezrzecze. Tu urodziły się ich dzieci – w październiku 1947 roku syn Grzegorz, a w maju 1949 roku córka Inka. 
W Bezrzeczu – należącym wówczas do wiejskiej gminy Dobra – tworzono pierwszą polską szkołę. Współorganizatorem szkoły, kierownikiem i pierwszym nauczycielem została Weronika Dowlasz. Zajęcia szkolne rozpoczęły się we wrześniu 1946 roku w małym budynku po szkole niemieckiej, usytuowanym naprzeciw kościoła. Była tam tylko jedna klasa. Szkoła siedmioklasowa powstała w wyremontowanym budynku gospodarczym, obok spalonego przez Rosjan pałacu rodzin von Ramin i von Schöning. Nowy budynek szkolny, istniejący do dzisiaj przy ul. Górnej, oddano do użytku w roku 1952. Powstał dzięki staraniom Stanisława Kowalika (prawnika i społecznika, przewodniczącego SFOS, z którego otrzymano dotację), Grzegorza Dowlasza (drugiego kierownika szkoły) i pracy społecznej mieszkańców Bezrzecza. 
W kolejnych latach Dowlaszowie z dziećmi mieszkali w domu z ogrodem w Jasienicy (Grzegorz Dowlasz pracował w szkole, Weronika opiekowała się dziećmi, domem, ogrodem), a następnie w Policach, w bloku przy ul. Bieruta. Oboje byli wychowawcami w Państwowym Ośrodku Wychowawczym (G. Dowlasz został też kierownikiem tej placówki). 

### Lata 1958–2002
W czasie pracy w polickim POW nabrali przekonania o konieczności zmian w polskim systemie opieki nad dziećmi pozbawionymi rodzin (sieroctwo i sieroctwo społeczne). Ochotniczo włączyli się do rozpoczynanej w roku 1958 akcji zastępowania „systemu zakładowego” (domy dziecka nazywane zakładami wychowawczymi, placówkami opiekuńczo-wychowawczymi) siecią rodzinnych domów dziecka . 
Weronika Dowlasz uzupełniała edukację – studiowała pedagogikę – już jako „Mama rodziny Dowlaszów”, po rozpoczęciu działalności pierwszego w Polsce rodzinnego domu dziecka, utworzonego w zdewastowanym po wojnie budynku przy ul. Mącznej 16 w Zdrojach (przez kilka lat remontowanym przez Grzegorza Dowlasza z udziałem wychowanków i kilku fachowców). Była początkowo nazywana „ciocią”. 

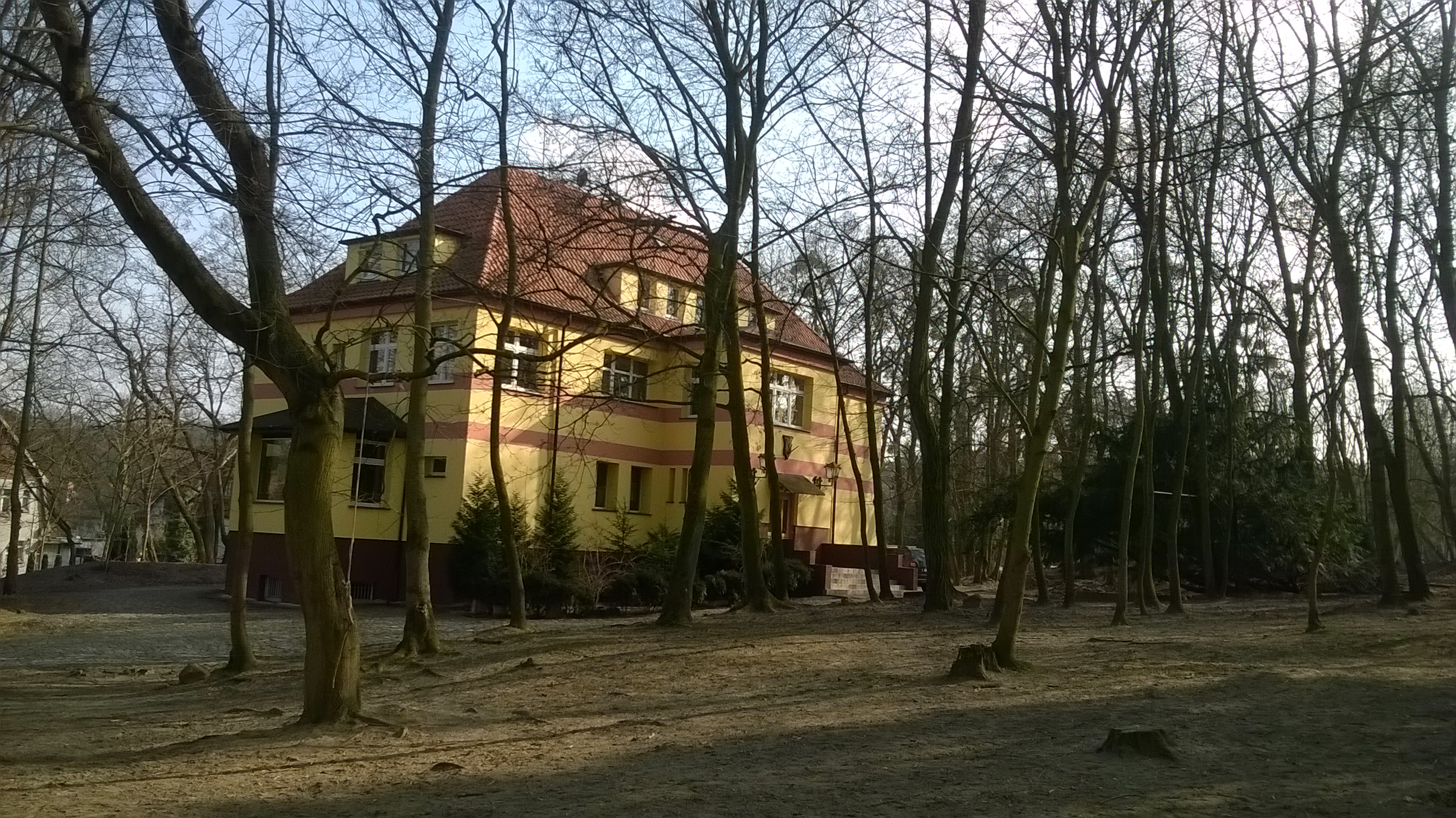
Szczecin-Zdroje, ul. Mączna 16 (2016); w latach 1958–2013 – budynek Rodzinnego Domu Dziecka
Weroniki i Grzegorza Dowlaszów

Dowlaszowie stali się „Mamusią” i „Tatusiem”, gdy w Domu pojawiły się dwie małe dziewczynki – Zosia i Czesia, nazwana Pimpuś Sadełko (ona pierwsza powiedziała „Mamusiu”; po latach zamieszkała w Kanadzie, nadal utrzymując kontakt z rodziną). 
Weronika Dowlasz (początkowo nazywana „ciocią”) starała się wykorzenić uznawane za niedobre nawyki chłopców (np. palenie papierosów i zachowania agresywne) i cierpliwie uczyła ich wielu codziennych zachowań, których dzieci, dotychczas pozbawione opieki, nie miały możliwości poznać, na przykład: jak kroić chleb? jak nie szurać butami i zamykać cicho drzwi? jak wykręcać i wieszać rzeczy po praniu? kiedy się uśmiechnąć? Nie wszystkie dzieci jednakowo szybko akceptowały nowe reguły „rodzinności”, ale wszystkie szybko przekonały się, jak wielkie oparcie mają w tej rodzinie. Jednym z wielu przykładów jest historia Stacha, marzącego o szkole podoficerskiej, lecz nie spełniającego wszystkich warunków przyjęcia. Żarliwy list pani Dowlasz do generała Pióro, rozpoczynający się od słów „Kochany Panie Generale…” okazał się skuteczny – Staszek został w przyszłości wzorowym oficerem, przekazującym zdrowe reguły życia swoim podwładnym. Inka Dowlasz opisuje charakterystyczny przykład Roberta, który mógł wrócić do biologicznej matki, jednak wybrał Dom Dowlaszów. Swoje oświadczenie przed sądem uzasadnił: … wiem, że mnie Mamusia wychowa. Gdy po śmierci Mamy Weroniki, jako dorosły człowiek, odwiedził dom przy Mącznej, przyznał, że śni mu się ona co noc, jest w trudnych chwilach „podporą i światłem”. 
Weronika Dowlasz była wymagająca, lecz zawsze umiała dostrzec talenty dzieci (niezachwianie – czasem bezpodstawnie – wierzyła w ich możliwości), pomóc w rozwijaniu zdolności, okazać prawdziwą radość z sukcesów. Nieustannie uczyła dzieci – głównie własnym przykładem – okazywania czułości, kierowania się pozytywnymi uczuciami. 
Gdy w domu uruchomiono własną, początkowo prymitywną kuchnię (zaczęła przychodzić kucharka), domowym centrum, w którym panowała Weronika Dowlasz, stała się jadalnia. W tym czasie Dowlaszowie zostali „Mamusią” i „Tatusiem”, a kucharka – „ciocią” (przez 25 lat funkcję takiej „kochanej cioci” odgrywała bratanica Weroniki – Teresa). 
Po wielu latach członkowie licznej rodziny – ok. 100 wychowanków, ich współmałżonkowie, teściowie, dzieci – wspominają (m.in. na rodzinnych spotkaniach, organizowanych z okazji świąt lub jubileuszy) „życiowe drogowskazy Mamy”, np. „cokolwiek robisz, rób to z miłością”, zalecenie dotyczące sposobów walki z depresją: „Na depresję trzeba mieć czas” (dawała przykład – w chwilach zmęczenia, zniechęcenia, smutku podejmowała nowe wyzwania) lub przypominane słowa Kotarbińskiego: „Nie lekceważcie drobnostek, ponieważ od drobnostek zależy doskonałość, a doskonałość nie jest drobnostką”.

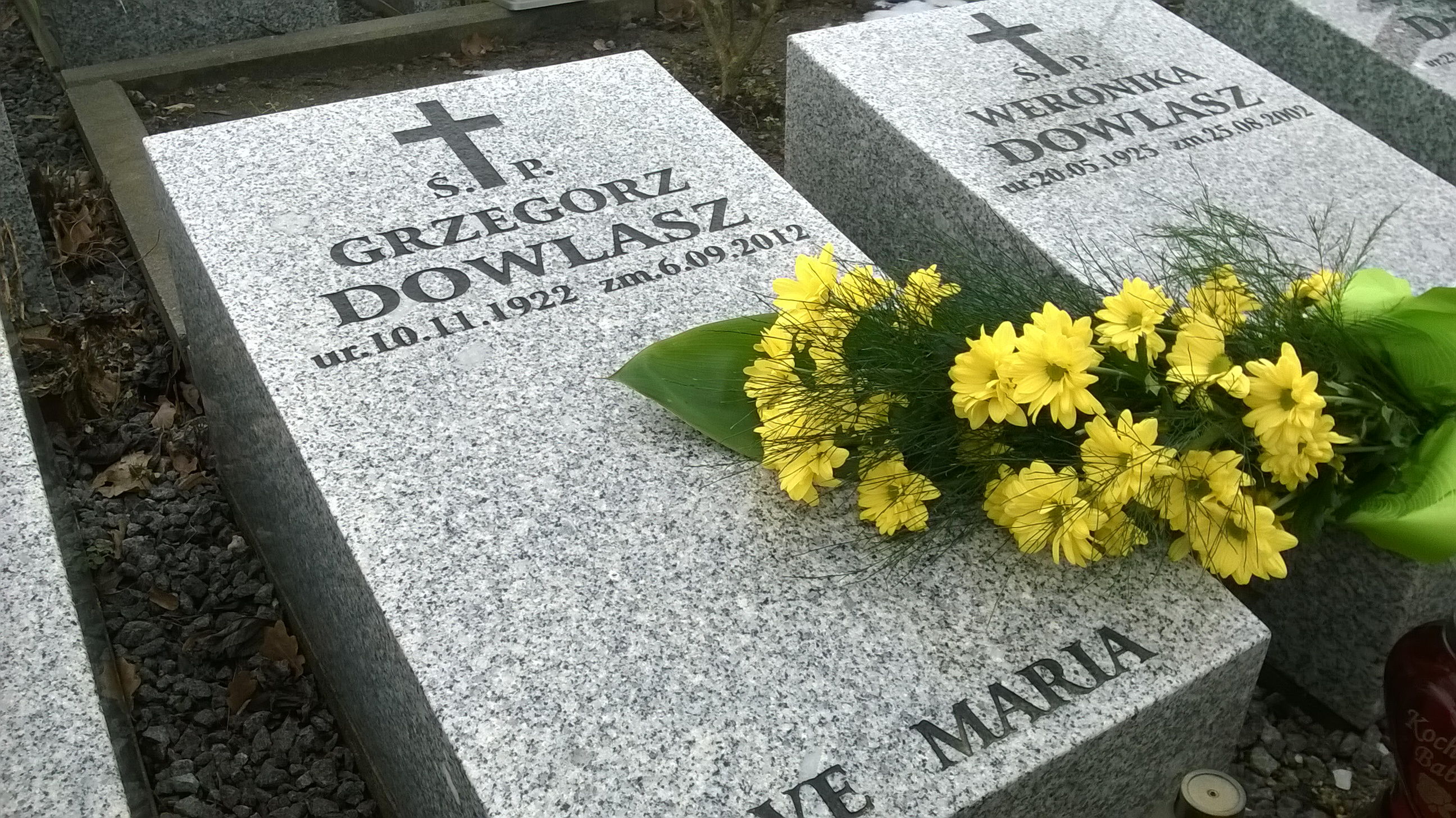
Groby W. i G. Dowlaszów
na cmentarzu Centralnym w Szczecinie (kw. 95E)

Umierała w cierpieniu z powodu choroby nowotworowej, jednak bez skargi, do końca próbując przekazać rodzinie uśmiech i wyrazy swojej miłości. Żegnając się z rodziną w domu przy Mącznej powiedziała z trudem: 

Chyba byłam dla was zbyt surowa.

i pokazała zapisane w zeszyciku z notatkami zdania:

Nawet wtedy, gdy was karcę, kiedy jestem rozgniewana  i krzyczę na Was, starajcie się odczuwać mnie sercem. Wtedy natychmiast przekonacie się, ile prawdziwej miłości przesyła Wam moje serce, mimo że moja twarz i moje słowa będą świadczyły o moim gniewie.

Weronika (zm. 2002) i Grzegorz (zm. 2012) Dowlaszowie są pochowani na cmentarzu Centralnym w Szczecinie (kwatera 95E, rząd W1, nr grobu: 15)

## Dowody uznania i pamięci
Weronika Dowlasz i jej mąż Grzegorz otrzymali liczne wyróżnienia oficjalne, tj. Złote Krzyże Zasługi, Krzyże Komandorskie, odznaki Gryf Pomorski, nominacje w plebiscycie Człowiek Roku. Według członków rodziny szczególnie dużą radość sprawiały Mamie Weronice wyróżnienia przyznawane przez dzieci, takie jak Order Uśmiechu (1973) lub „Brzdąc” (1999) – tradycyjnie wręczony „matce wielu setek dzieci” w czasie uroczystego koncertu w Szczecinie z okazji Międzynarodowego Dnia Dziecka.
Dowlaszowie otrzymywali setki dowodów pamięci i wdzięczności w formie listów od dzieci, które założyły własne rodziny. Biologiczna córka, Inka Dowlasz, wydała w roku 2005 swoje wspomnienia w formie książki pt. O mamie Weronice . Przybrana, szczególnie mocno związana z mamą córka Elżbieta, nazywana Eł (od roku 1960 piętnaste dziecko w rodzinie Dowlaszów), wspominając dzieciństwo przy ul. Mącznej mówiła:

Nie wiem, kim bym była, jak potoczyłoby się moje życie, gdybym nie trafiła do tego domu. …  nie był taki piękny jak dzisiaj … ale mnie natychmiast wszystko się spodobało. Weronika od razu została mamą, Grzegorz tatą. Żyła jeszcze wtedy pani Maria, mama Weroniki i została moją jedyną babcią. Weronika była piękna, młoda i nieskończenie dobra. Wiele osób mówiło, że jestem do niej bardzo podobna, a mnie serce puchło z dumy. Zawsze mi imponowała i całe życie staram się jej dorównać, ale ostudziła mnie moja córka, też Weronika, która któregoś dnia powiedziała krótko: „Babci nie dorównasz, bo ona jest niepowtarzalna”.

Zofia Dąbrowska z warszawskiego Instytutu Psychologii Zdrowia napisała: 

Matka zawsze była jedna – niezwykła i niepowtarzalna – moja przyjaciółka Weronika Dowlasz. Zaliczam ją do grona wielkich świeckich świętych z polskim rodowodem, takich jak Marek Kotański, ksiądz Arkadiusz Nowak, Janina Ochojska czy Jurek Owsiak. To dzięki nim trwa ten nasz świat.